# Centenera
Pour les articles homonymes, voir Centenera (homonymie).
Centenera est une commune d'Espagne de la province de Guadalajara dans la communauté autonome de Castille-La Manche.